# 平沢里菜子
平沢 里菜子（ひらさわ りなこ、1983年5月18日 - ）は、日本の元AV女優。
宮城県出身。身長：156cm 、スリーサイズ：B80（Cカップ）・W58・H82、Cカップ。

## 人物
- SM・緊縛のほか、獣姦などのハードなプレイもこなしていた。

## 略歴
元ガットエージェンシー所属。2003年から2006年にかけてアダルトビデオ、雑誌、ピンク映画やVシネマに出演。2006年に事務所を辞めて以降はフリー。2010年12月31日に、自身のブログで平沢里菜子としての活動の終了を宣言。

## 作品

### アダルトビデオ
2004年
- 打擲願望の女（9月17日、シネマジック・縄）
- 私をイジめてください（11月15日、隼エージェンシー）共演 坂下みく、 日高ゆりあ

2005年
- リモコンバイブ倶楽部がイク（2015年1月8日、SODクリエイト）他出演:若葉あんず、橘ひかる、七瀬くるみ、吉川ゆい、神崎ルイ
- アナルオーガズム（4月1日、ワンズファクトリー）
- ジ・コ・マ・ン・6 ノーパン開脚娘（2005年4月15日、LEO）
- コスプレ撮影会 第十七回 アナル萌えコスプレイヤー 琴音（5月27日、ユープランニング）
- 奴隷通信 No.27（7月16日、アートビデオ・アヴァ）
- 至高のシェービング選集 Vol.1（2005年9月10日、AVS）他出演:結衣、水野リコ、高橋あすか、梶原小百合、椿まや
- 東京市中引廻し（9月16日、日本メディアサプライ）
- 露出狂想曲4 通行人から丸見え！カーセックス編（12月1日、コレクター）

2006年
- パイパン獣姦2 パイパン牝犬と2匹の牡犬（1月13日、カルマ）

2007年
- 縄妖艶 毒夫の最後（2月22日、三和出版）

## 出演

### 映画
- 「援助交際物語 したがるオンナたち」（R18）監督:いまおかしんじ（2005年6月10日、国映=新東宝映画）- 伊東きょうこ 役[※ 1]
  - 「かえるのうた」（R18）監督:いまおかしんじ（2006年1月14日、インターフィルム アルゴ・ピクチャーズ） - 伊東きょうこ 役
- 「絶倫絶女」（R18）監督:いまおかしんじ（2006年5月12日、国映=新東宝映画）[※ 2]
  - 「おじさん天国」（R18）監督:いまおかしんじ（2006年12月9日、SPOTTED PRODUCTIONS）
- 「闇を駆け抜けろ！」監督:戸梶圭太（自主制作映画 2007年6月9日、トカジャングル・エンターテインメント）
- 「奴隷」（R18）監督:佐藤吏（2007年3月9日、新東宝映画） - 若山梨奈 役[※ 3]
- 「裸 Over8 -肉-」監督:桑島岳大（2007年9月29日、over8+シネマアートン下北沢）[※ 4]
- 「中川准教授の淫びな日々」（R18）監督:松岡邦彦（2008年3月28日、松岡プロダクション） - 望月奈々 役[6][7]
- 「シャーリーの転落人生」監督:冨永昌敬（2009年4月11日、ロサ映画社＝SPOTTED PRODUCTIONS） - 岡島リエ 役[8]

### オリジナルビデオ
- 「ところてんの女」監督:渡辺世紀（2006年10月27日、AMGエンタテイメント）
- 「卑猥 hiwai」（R18）監督:田尻裕司（2007年2月2日、インターフィルム）　※別タイトル「ＳＥＸマシン　卑猥な季節／ヒモのひろし」
- 「痴漢電車～攻められる人妻～」（R18）監督:中村和愛（2007年4月4日レンタル開始、ムーンライト）
- 「デスパレートな人妻たち 昼下がりのヨガスクール」（R18）監督:藩平太郎（2007年4月23日、TMC）
- 「揺れる電車の中で 女子大生は診察台の上で…」（R18）監督:京谷唯志（2007年4月25日、ビーエムドットスリー）
- 「乳くらべ 新妻と淫乱OL」（R18）監督:佐藤吏（2007年5月7日、インターフィルム）
- 「東京素人娘 5人のプライベートファイル」（R18）監督:蒲原生人（2007年7月6日、竹書房）
- 「メイドのひ・み・つ」監督:中村和愛（2007年8月25日、オールインエンタテインメント）
- 「淫情 義母と三兄妹」（R15）監督:坂本礼（2007年）
- 「揺れる電車の女 乱れるダイヤ、逃げる女尻」（R18）監督:京谷唯志（2008年9月26日、オンリー・ハーツ）
- 「人妻～悦縛の宴～」監督:仰木豊（2009年5月2日、NBCユニバーサル・エンターテイメントジャパン）
- 「いやらしい唇 魔性の舌づかい」（R18）監督:深町章（2009年9月4日、インターフィルム）
- 「髪結いの女房／あげまんの女」（R18）監督:新田栄（2010年6月30日、コンマビジョン）
- 「発情する日誌」（R18）監督:中村和愛（2012年5月4日、クラッソ）
- 「3人のエッチな共同生活 男と女と女・・・」（R18）監督:田尻裕司（2012年9月7日レンタル開始）
- 「聖職卍固め 女医と尼僧の禁断情事」（R18）監督:新田栄（2014年5月3日、コンマビジョン）
- 「狙われた女子寮 3 先輩はレズビアン」（R18）監督:新田栄（2014年11月5日、コンマビジョン）